# Anthony Fokker
Anthony Herman Gerard Fokker, född 6 april 1890 i Blitar, död 23 december 1939 i New York, var en nederländsk ingenjör.
Fokker anlade 1913 en flygplansfabrik i Schwerin i norra Tyskland och blev efter första världskrigets utbrott föreståndare för Flugzeug-Waffenfabrik i Reinickendorf nordväst om Berlin.

## Under första världskriget
Fokker tog fram omkring 40 olika typer av flygplan åt Tyskland under första världskriget. Han var den som organiserade produktionen. Det mesta nyskapandet gjordes av hans konstruktionsstab. Den mest slående av nyheterna var avbrytarmekanismen som tillät en flygare att skjuta med kulsprutan genom propellern. Fokker hade hjälp av att man erövrat en fransk Morane med en primitiv anordning av liknande slag (uppfunnen av Raymond Saulnier). När Fokkers förbättrade avbrytare monterades på en Fokker Eindecker (monoplan) uppåddes en tydlig överlägsenhet över de allierade jaktplanen, vilket ledde till "Fokkergisslet" 1915.

## Mellankrigstiden
År 1919 grundade Fokker i Amsterdam N.V. Koninklijke Nederlandse Vlietuigenfabriek Fokker, som snart kom att bygga upp dotterfabriker i ett flertal länder.